# Lone Ranger (série télévisée d'animation)
Pour les articles homonymes, voir The Lone Ranger.
Pour la série d'animation de 1966, voir The Lone Ranger (série télévisée d'animation).
Lone Ranger (The New Adventures of the Lone Ranger) est une série télévisée d'animation américaine produite par Filmation et diffusée du 13 septembre 1980 au 30 janvier 1982 sur le réseau CBS.
Les seize épisodes de la première saison d'une durée de 22 minutes ont été diffusés aux États-Unis dans le cadre de l'émission The Tarzan / Lone Ranger Adventure Hour pour constituer un programme d'une heure (incluant la publicité). Les seize épisodes de la deuxième saison, d'une durée de 12 minutes, ont quant à eux été diffusés dans le cadre de l'émission The Tarzan / Lone Ranger / Zorro Adventure Hour également d'une durée d'une heure.
En France, la série a été diffusée à partir du 12 mai 1987 dans Youpi ! L'école est finie sur La Cinq, et au Québec à partir du 3 septembre 1989 sur Canal Famille. Elle reste inédite dans les autres pays francophones.

## Synopsis
Les aventures du justicier Lone Ranger et son ami Tonto dans l'ouest sauvage.

## Distribution

### Voix originales
- William Conrad : The Lone Ranger
- Ivan Naranjo : Tonto

### Voix françaises
- Michel Bedetti : Lone Ranger
- Sady Rebbot : Tonto
- Pierre Trabaud : Président Grant

## Épisodes

### Saison 1 (1980-1981)
1. Hanga, le monstre de la nuit (Hanga, The Night Monster)
2. La Conspiration de Yellowstone (The Yellowstone Conspiracy)
3. L'Évasion (The Escape)
4. La Course en ballon (The Great Baloon Race)
5. Complot contre le président (The President Plot)
6. Le Grand Sapin (Tall Timber)
7. Le Souffle (Blowout)
8. L'Enlèvement de Tom Sawyer (The Abduction of Tom Sawyer)
9. La Mine d'argent (The Silver Mine)
10. La Vallée de l'or (The Valley of Gold)
11. Le Spectacle de l'ouest (The Wildest Show)
12. La Jument noire (The Black Mare)
13. Le Renégat (The Renegade)
14. La Conquête de la terre (The Great Land Rush)
15. Le Piège de la mémoire (The Memory Trap)
16. La Fuite (The Runaway)

### Saison 2 (1981-1982)
1. Tirage photo (Photo Finish)
2. Sur la corde raide (Walk a Tight Wire)
3. Échoués (High and Dry)
4. Les Wagons fantômes (The Ghost Wagons)
5. La Grande Imposture (The Great Train Treachery)
6. L'Explosion (Blast-Out)
7. La Réunion secrète (Renegade Roundup)
8. Le Scoop (Front Page Cover-Up)
9. Désastre peu naturel (Unnatural Disaster)
10. La Reine de minuit (Showdown on the Midnight Queen)
11. Les Aventuriers (Banning's Raiders)
12. Un long trajet (The Long Drive)

## DVD
- En Allemagne, l'intégralité des épisodes est sortie le 26 juillet 2013 en coffret 3 DVD en zone 2 en langue anglaise et allemande sans bonus chez UFA S&D Studio 100. Les copies sont remastérisées (ASIN B00CHG872S).